# 中共冀热辽中央局
中共冀热辽中央局是1945年拟定在冀热辽地区的党的领导机构。 

## 历史
1945年9月中旬，中共中央决策抢占东北。1945年9月17日，主持中央工作的刘少奇给在重庆谈判的毛泽东和周恩来的电报中提出：“为了加强冀热辽地区工作，应即成立冀热辽中央局，派高岗、(李)富春、康生等去工作，并须组织强有力的军事指挥机关，以陈毅或林彪或徐向前去担任。”1945年9月19日，刘少奇给毛、周的电报中进一步提出了人选：“成立冀热辽中央局，并扩大冀热辽军区，以李富春为书记，林彪为司令”。同日，毛泽东和周恩来从重庆致电中共中央：“同意饶、陈去山东，罗（荣桓）及萧（华）去东北，林彪去热河，亦以快为好。” 
林彪在赴山东的路上，9月19日于濮阳接到中共中央的“万万火急”电报，立即与萧劲光、邓华、李天佑、聂鹤亭、江华等率领八路军冀鲁豫军区的一个连离开上拐村，经冀南抗日根据地的南宫县、冀中的河间、霸县等地转道前往热河上任。1945年10月17日，林彪在冀中接刘少奇起草的中共中央电报，“由于东北情况紧急，林彪及到冀东的部队决定速开东北。” 林彪一行于10月18日夜越过北宁路，19日上午抵达香河以南。10月20日，毛泽东起草的中央军委致林彪、萧劲光电：“（一）你们两人均赴沈阳，愈快愈好。”林彪10月25日到山海关，改乘火车于28日到锦州，29日到沈阳与彭真的东北局会合。1945年10月30日，刘少奇起草签发的致林彪、肖劲光电：“现美蒋军急于在营口、葫芦岛登陆，苏军恐怕难以拒绝，我军必须坚决阻止蒋军进入东北。在此情形下，冀东战略地位已不如沈阳重要，望你们星夜赶去沈阳指挥作战。” 因而，拟定的中共冀热辽中央局实际未能成立。1945年10月31日，中共中央致电东北局：“决定我党部队及东北抗联部队正式组成东北人民自治军，林彪任东北人民自治军总司令”。